# متوشلخ
مَتُوشَلَح أو مَتُوشالَح (بالعبرية: מְתוּשֶׁלַח أو מְתוּשָׁלַח) ابن إدريس ووالد لامك وجدّ نوح ، توفي عن عمر يناهز ال 969 ، قبل سبعة أيام من بداية الطوفان العظيم . ووفقا للراشي على سفر التكوين 7 : 4 ، الله تأخر الفيضان على وجه التحديد نظرا لسبعة أيام من الحداد على شرف متوشالخ الصالح .

## نسبه
- هو مَتُّوشَلَخُ بن أنس الله (إدريس) بن يارد بن مهلائيل بن قينان بن أنوش بن شيث بن آدم أبي البشر .[3]

## نسله
1. ولد لمتوشلخ لامك.
2. وولد للامك نوح.
3. وولد لنوح سام وحام ويافث ويام.
4. وولد لسام عيلام وآشور وأرفحشد ولاوذ وإرم .
5. وولد لآشور إيران وباسل وطيراش وجرموق ونبيط .
6. وولد لأرفحشد شالخ وقينان .
7. وولد لشالخ عابر .
8. وولد لعابر فالخ ويقطان .
9. وولد ليقطان يعرب وألموداد وشالف وحضرموت وبارح وهدورام وأوزال ودقلة وعوبال وشبا وأوفير وحويلة ويوباب .
10. وولد ليعرب يشجب .
11. وولد لفالخ رعو و ملكان .
12. وولد لملكان الخضر .
13. وولد لرعو ساروغ .
14. وولد لساروغ ناحور .
15. وولد لناحور تارح .
16. وولد لتارح إبراهيم هاران ناحور تزوفا .
17. وولد لهاران لوط وملكة ويسكة .
18. وولد للوط موآب وبني عامي .
19. وولد لموآب قوشتم .
20. وولد لقوشتم شهوم .
21. وولد لشهوم باعوراء .
22. وولد لباعوراء بلعام .
23. وولد لناحور أوز وبوز وكموئيل وكاسد وحازو وفلداش وجيدلاف وبتوئيل .
24. وولد لبتوئيل لابان ورفقة وزلفة .
25. وولد للابان ليئة وراحيل وبلهة .
26. وولد لإبراهيم إسماعيل وإسحاق وزمران ويقشان ومدان ومديان ويشباق وشوحا .
27. وولد ليقشان شبا وددان .
28. وولد لددان أشوريم ولطوشيم ولأميم .
29. وولد لمديان أبيداع وعيفة وعفر وحنوك وألدعة و يشجب .
30. وولد ليشجب ميكائيل .
31. وولد لميكائيل شعيب .
32. وولد لإسماعيل نابت وقيدار وأدبائيل ومبسام ومشماع ودومة ومسا وحدار وتيما ويطور ونافيش وقدمة وبسمة .
33. وولد لإسحاق يعقوب والعيص و فائقة .
34. وولد لالعيص رعوئيل وأليفاز .
35. وولد لرعوئيل روم .
36. وولد لروم رازخ .
37. وولد لرازخ موص.
38. وولد لموص أيوب و ياعور .
39. وولد لأيوب ذو الكفل .
40. وولد لياعور لقمان .
41. وولد للقمان ابن لقمان (( ثاران/ مشكم/أنعم )) .
42. وولد ليعقوب رأوبين وسمعان ولاوي ويهوذا ويساكر وزبولون ودينة وجاد وأشير ويوسف وبنيامين ودان ونفتالي .
43. وولد لرأوبين حنوك وبيلا وحصرون وكرمي .
44. وولد لبيلا ألياب .
45. وولد لسمعان يموئيل ويامين وأوهد وياكين وصوحر وشأول .
46. وولد للاوي جرشون وقهات ومراري ويوكابد .
47. وولد لجرشون لبني وشمعي .
48. وولد لمراري محي وموشي .
49. وولد لقهات عمرام ويصهار وحبرون وعزيئيل .
50. وولد ليصهار صوف وقارون ونفج وزكري وأزئيل .
51. وولد لصوف توحو .
52. وولد لتوحو أليهو .
53. وولد لأليهو يروحام .
54. وولد ليروحام ألقانة .
55. وولد لألقانة صموئيل .
56. وولد لحبرون أمريئيل وأشيّا وتكوع .
57. وولد لعزيئيل ميشائِيل والصافان وستري .
58. وولد لعمرام مريم وموسى وهارون .
59. وولد لموسى جيرشوم وإليعازر .
60. وولد لهارون إيثامار وأليعازر وناداب وأبيهو .
61. وولد لأليعازر فينحاس وحفني .
62. وولد لفينحاس أبيشوع .
63. وولد لأبيشوع بقي .
64. وولد لحفني ياسين .
65. وولد لياسين إلياس .
66. وولد لإلياس حزقيل .
67. وولد ليهوذا فارص وزارح وعير وأونان وشيلة .
68. وولد لفارص حصرون .
69. وولد لحصرون رام و يرحمئيل وكالب .
70. وولد لرام عميناداب .
71. وولد لعميناداب نحشون وإليشابع .
72. وولد لنحشون سلمون وأليمالك .
73. وولد لسلمون بوعز .
74. وولد لبوعز عوبيد .
75. وولد لعوبيد يسى .
76. وولد ليسى داوود وأبيجائيل وصروية .
77. وولد لداوود شباح وتيراع وأمنون وسليمان وأبشالوم ويبوشث وتامار وأدونيا وشمعي وإيثريم .
78. وولد لسليمان رحبعام ورحيعم ومِنليك الأول .
79. وولد لرحيعم إينامن .
80. وولد لإينامن يهوشافاط .
81. وولد ليهوشافاط شلوم .
82. وولد لشلوم ناحور .
83. وولد لناحور بلعاطة .
84. وولد لبلعاطة برخيا .
85. وولد لبرخيا صديقة .
86. وولد لصديقة مسلم .
87. وولد لمسلم سليمان .
88. وولد لسليمان داوود .
89. وولد لداوود حشبان .
90. وولد لحشبان صدوق .
91. وولد لصدوق مسلم .
92. وولد لمسلم لدن .
93. وولد للدن زكريا .
94. وولد لزكريا يحيى .
95. وولد لرحبعام أبيام .
96. وولد لأبيام آسا .
97. وولد لآسا يهوشافاط .
98. وولد ليهوشافاط يهورام .
99. وولد ليهورام أخزيا .
100. وولد لأخزيا يوآش .
101. وولد ليوآش أمصيا .
102. وولد لأمصيا عزيا .
103. وولد لعزيا يوثام .
104. وولد ليوثام آحاز .
105. وولد لآحاز حزقيا .
106. وولد لحزقيا منسى .
107. وولد لمنسى أمون .
108. وولد لأمون يوشيا .
109. وولد ليوشيا يهوياقيم وصدقيا ويهوآحاز .
110. وولد ليهوياقيم يهويا كين .
111. وولد ليهويا كين شألتيئيل .
112. وولد لشألتيئيل زربابل .
113. وولد لزربابل أبيهود .
114. وولد لأبيهود إلياقيم .
115. وولد لإلياقيم عازور .
116. وولد لعازور صادوق .
117. وولد لصادوق أخيم .
118. وولد لأخيم أليود .
119. وولد لأليود إليعازر .
120. وولد لإليعازر يعقوب .
121. وولد ليعقوب متان .
122. وولد لمتان عمران .
123. وولد لعمران مريم .
124. وولد لمريم عيسى .
125. وولد ليساكر تولاع .
126. وولد لزبولون سارد وإيلون وياحلئيل .
127. وولد لأشير سارح ويشوة ويمنة ويشوي وبريعة .
128. وولد ليوسف إفرايم ومانيسا .
129. وولد لإفرايم إليسع ونون وميشيا .
130. وولد لنون يوشع .
131. وولد لميشيا رحمة .
132. وولد لمانيسا ماشير وجير .
133. وولد لبنيامين بيلا وأفيح .
134. وولد لبيلا أحيهود .
135. وولد لأفيح بكورث .
136. وولد لبكورث صرور .
137. وولد لصرور نير .
138. وولد لنير قيس .
139. وولد لقيس شاول الملك ويوناثان وأبيناداب وملكيشوع وإيشبعل .
140. وولد لشاول الملك جوناثان وأبيناداب وملكيشوع وإيشبعل وميكال وأدهينوع .
141. وولد لدان حوشيم .
142. وولد لنفتالي ياحصئيل وجوني ويصر وشليم .
143. وولد للاوذ كيومرث .
144. وولد لكيومرث سيامك .
145. وولد لسيامك هوشنغ وفرقاك فرواكين .
146. وولد لإرم عوص وجاثر ولاوذ وعبد ضخم .
147. وولد لعوص عاد .
148. وولد لعاد لجلود .
149. وولد للجلود رباح .
150. وولد لرباح عبدالله .
151. وولد لعبدالله هود .
152. وولد لجاثر ثمود .
153. وولد لثمود صالح .
154. وولد للاوذ طسم وجديس .
155. وولد لحام كوش وكنعان ومصرايم وفوت .
156. وولد لكوش حويلة ورماح ونمرود وسبته وسبتيكه وسبا .
157. وولد لكنعان صيدون وحيث واليبوسيون والجرجاشيون والحويون والعرقيون والسينيون والأرواديون والعماريون والحماتيون .
158. وولد لصيدون الصيدونيون .
159. وولد لحيث الحيثيون .
160. وولد لمصرايم لوديم وعناميم ولهابيم ونفتوحيم وفتروسيم وكسلوحيم وكفتوريم .
161. وولد لفوت الأمازيغ .
162. وولد ليافث غومر ومأجوج وياوان وطوبال وطبراش ومداي وماشك وماشح وعلجان وشبكة .
163. وولد لغومر ريفاث وتوجارمة واشكناز .
164. وولد لياوان أليشة وكتيم وترشيش ودودانيم .
165. وولد لتوجارمة هايك .
166. وولد لهايك أرميناك ومانافاز هايكازوني أباه هايكازوني ومهيكان وخور هيكازوني وآرام .